# Mimetus debilispinis
Mimetus debilispinis là một loài nhện trong họ Mimetidae.
Loài này thuộc chi Mimetus. Mimetus debilispinis được Cândido Firmino de Mello-Leitão miêu tả năm 1943.